# Martebing
Martebing is een bestuurslaag in het regentschap Serdang Bedagai van de provincie Noord-Sumatra, Indonesië. Martebing telt 2658 inwoners (volkstelling 2010).